# James Blackwell
James Emmanuel Blackwell (Mount Kisco, 25 febbraio 1968) è un ex cestista statunitense, professionista nella NBA e in Europa.

## Carriera
Con gli Stati Uniti ha disputato i  Giochi panamericani di Winnipeg 1999.

## Palmarès

### Squadra
- Coppa di Francia: 1

Cholet: 1998

### Individuale
- All-CBA Second Team (1994)
- 3 volte CBA All-Defensive First Team (1994, 1995, 1999)
- Migliore nelle palle rubate CBA (1999)
- Miglior passatore USBL (1999)